# Philippe Jaccottet
Philippe Jaccottet (Moudon, 30 giugno 1925 – Grignan, 24 febbraio 2021) è stato un poeta, traduttore e critico letterario svizzero.

## Biografia
Dopo gli studi in lettere all'Università di Losanna, visse a Parigi per un breve periodo, lavorando come corrispondente dell'editore Mermod. Nel 1953 si stabilì a Grignan, nel Sud della Francia, con la moglie pittrice.
Tradusse in francese dal greco (Odissea), dal tedesco (Goethe, Hölderlin, Rilke, l'opera omnia di Robert Musil), dall'italiano (Leopardi, Carlo Cassola, Giuseppe Ungaretti, Giovanni Raboni) e dallo spagnolo (Góngora).
Considerato uno dei maggiori poeti europei del suo tempo, più volte candidato al Premio Nobel, fu autore di opere dal lirismo asciutto, interroganti la natura, la morte, l'essere al mondo con bisogno preoccupato di rigore etico. Oltre all'opera poetica, pubblicò numerosi volumi in prosa, diari, riflessioni sulla poesia nonché acuti articoli di critica sulla poesia francese. Si ricorda in particolare lo studio su Jean-Pierre Lemaire in "Jean-Pierre Lemaire: Les Marges du jour", NRF, dicembre 1981.
Jaccottet è morto nella sua abitazione a Grignan il 24 febbraio 2021, a 95 anni.

## Opere
- L'Effraie, 1953.
- L'Entretien des muses, 1968.

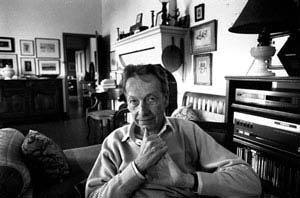
Philippe Jaccottet nel 1991

- Paysages avec figures absentes, 1970.
- Chant d'En-bas, 1974.
- Rilke par lui-même, 1971.
- À la lumière d'hiver, 1974.
- Des Histoires de passage, 1983.
- Pensées sous les nuages, 1983.
- Philippe Jaccottet, « Jean-Pierre Lemaire: Les Marges du jour », NRF, décembre 1981.
- La Semaison, Carnets 1954-1967, 1984.
- Une Transaction secrète, 1987.
- Cahier de verdure, 1990.
- Requiem, 1991.
- Libretto, La Dogana, 1990.
- Poésie, 1946-1967, Poésie/Gallimard, Paris, (1971) 1990.
- Requiem (1946); suivi de, Remarques (1990), Fata Morgana, 1991.
- Cristal et fumée, Fata Morgana, 1993.
- A la lumière d'hiver; précédé de, Leçons ; et de, Chants d'en bas ; et suivi de, Pensées sous les nuages, Gallimard, 1994.
- Après beaucoup d'années, Gallimard, 1994.
- Autriche, Éditions L'Âge d'Homme, 1994.
- Eaux prodigues, Nasser Assar, lithographies, La Sétérée, J. Clerc, 1994.
- Ecrits pour papier journal: chroniques 1951-1970, textes réunis et présentés par Jean Pierre Vidal, Gallimard, 1994.
- Tout n'est pas dit: billets pour la Béroche: 1956-1964, Le temps qu'il fait, 1994.
- La seconde semaison: carnets 1980-1994, Gallimard, 1996.
- Beauregard, postf. d'Adrien Pasquali, Éditions Zoé, 1997.
- Paysages avec figures absentes, Gallimard, Paris, (1976) 1997.
- Observations et autres notes anciennes: 1947-1962, Gallimard, 1998.
- A travers un verger; suivi de, Les cormorans; et de, Beauregard, Gallimard, 2000.
- Carnets 1995-1998: la semaison III, Gallimard, 2001.
- Notes du ravin, Fata Morgana, 2001.
- Et, néanmoins: proses et poésies, Gallimard, 2001.
- Le bol du pèlerin (Morandi), La Dogana, 2001.
- Une Constellation, tout près, La Dogana, 2002.
- A partir du mot Russie, Fata Morgana, 2002.
- Gustave Roud, présentation et choix de textes par Philippe Jaccottet, Seghers, 2002.
- Correspondance, 1942 - 1976 / Philippe Jaccottet, Gustave Roud ; éd. établie, annotée et présentée par José-Flore Tappy, Gallimard, 2002.
- Nuages, Philippe Jaccottet, Alexandre Hollan, Fata Morgana, 2002.
- Cahier de verdure; suivi de, Après beaucoup d'années, Gallimard, 2003.
- Truinas, le 21 avril 2001, Genève, La Dogana, 2004.
- Israël, Cahier Bleu, Fata Morgana, 2004.
- De la poésie, entretien avec Reynald André Chalard, Arléa, 2005.
- Ce peu de bruits, Gallimard, 2008.
- L'encre serait de l'ombre; Notes, proses et poèmes choisis par l'auteur, 1946-2008, Gallimard, 2011.
- Œuvres, Bibliothèque de la Pléiade, Gallimard, 2014.

### Opere tradotte in italiano

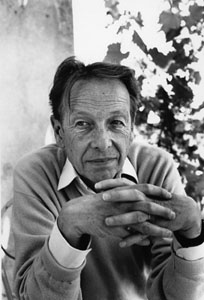
Philippe Jaccottet nel 1991

- Il Barbagianni. L'Ignorante, a cura di Fabio Pusterla, con un saggio di Jean Starobinski, Einaudi, Torino, 1992.
- Appunti per una semina: poesie e prose 1954-1994, a cura di Antonella Anedda, Roma, Fondazione Piazzolla, 1994.
- Elementi di un sogno, a cura di Gianluca Manzi, Hestia edizioni, 1994.
- Edera e calce, a cura di Fabio Pusterla, Centro studi Franco Scataglini, Ancona, 1995.
- Libretto, a cura di Fabio Pusterla, Scheiwiller, Milano, 1995.
- Paesaggi con figure assenti, a cura di Fabio Pusterla, Locarno, Dadò, 1996.
- Alla luce d'inverno. Pensieri sotto le nuvole, a cura di Fabio Pusterla, Milano, Marcos y Marcos, 1997.
- L'oscurità, a cura di Gianluca Manzi, Roma, Fazi, 1998.
- Arie, traduzione di Albino Crovetto, Milano, Marcos y Marcos, 2000.
- Austria, a cura di Fabio Pusterla, Milano, Bollati Boringhieri, 2003.
- La parola Russia, a cura di Antonella Anedda, Roma, Donzelli, 2004.
- E, tuttavia-Note dal botro, a cura di Fabio Pusterla, Milano, Marcos y Marcos, 2006.
- Nuvole, a cura di Marco Rota, opere originali di Paola Fonticoli, Milano, Quaderni di Orfeo, 2010.
- Bere con gli occhi, a cura di Marco Rota, incisione originale di Luciano Ragozzino, Milano, Il ragazzo innocuo, 2011.
- Colline a San Donnino, a cura di Marco Rota, incisioni originali di Bruno Biffi, Milano, Quaderni di Orfeo, 2013.
- Il ragno, a cura di Marco Rota, xilografia originale di Luciano Ragozzino, Milano, Il ragazzo innocuo, 2015.
- La linaria, a cura di Marco Rota, incisioni originali di Loredana Mûller, Milano, Quaderni di Orfeo, 2015.
- Quegli ultimi rumori..., a cura di Ida Merello e Albino Crovetto, Milano, Crocetti, 2021.